# اریک پوژاد
اریک پوژاد (فرانسوی: Éric Poujade‎؛ زادهٔ ۸ اوت ۱۹۷۲) ژیمناست هنری اهل فرانسه بود. از افتخارات وی میتوان به کسب مدال نقره ژیمانستیک در بخش خرک حلقه بازی‌های المپیک تابستانی ۲۰۰۰ اشاره کرد.